# Schwibbogen

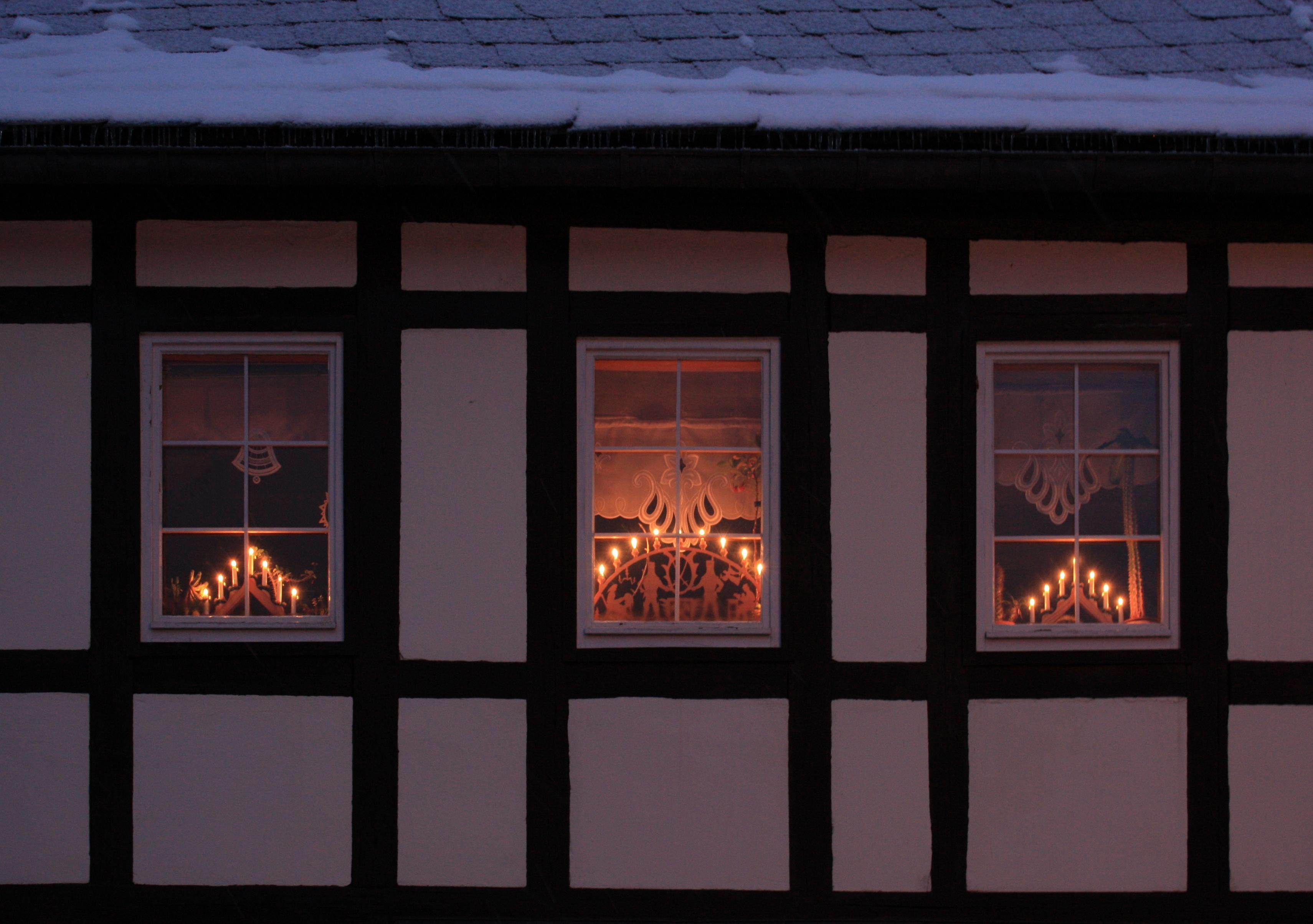
Schwibbogen i fönstret.

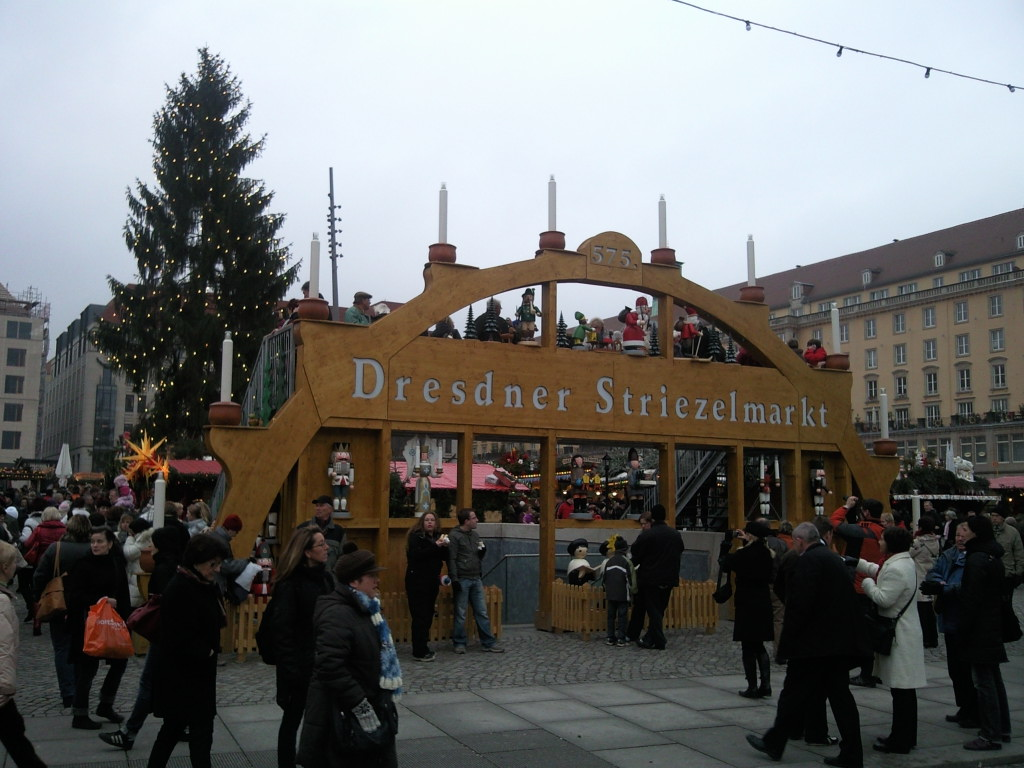
Schwibbogen på julmarknaden i Dresden (Striezelmarkt).

Schwibbogen (på tyska har ordet flera betydelser och därför betecknas föremålet ofta som Erzgebirgischer Schwibbogen) är en julljusstake som har sitt ursprung i den tyska bergstrakten Erzgebirge. Den är ett fast element i regionens folklore och fick sitt namn på grund av likheten med en arkitektonisk strävbåge.

## Beskrivning
Bågen symboliserar med största sannolikhet himlavalvet eller en regnbåge. Tidigare exemplar visar till exempel solen, månen och stjärnor. Enligt en mindre trovärdig teori föreställer bågen början av en stollgång. Fram till 1900-talet framställdes bågen vanligen av metall men idag är Schwibbogen av trä mera vanlig.
Ovanpå bågen fästs levande ljus som symboliserar gruvarbetarnas längtan efter dagsljus. Gruvarbetarna såg under vintern inget dagsljus på flera veckor. Det var mörkt när de började arbetet på morgonen och åter mörkt när de kom hem på kvällen.
Motivet under bågen kan variera. Ett av de vanligaste motiven är två gruvarbetare som håller ett vapen samt en träsnidare och en kvinna som utför knyppling. Dessa sysselsättningar var mycket vanliga i bergstrakten under 1700- och 1800-talet. Det kan även förekomma kristna symboler, skogsdjur, nötknäppare (snidad skulptur) eller Räuchermännchen.
Idag används oftast elektriskt ljus istället för levande ljus. Under advent eller kort före jul ställs Schwibbogen i fönstret eller på en annan representativ plats.
Vissa städer och byar i Erzgebirge har stora exemplar på sitt centrala torg. Den största Schwibbogen skapades 2009 för julmarknaden i Dresden som ligger utanför bergsområdet.